# Bill Quateman
Bill Quateman (ur. 4 listopada 1947 w Chicago) – amerykański muzyk rockowy.

## Życiorys
Dorastał w Evanston. Na gitarze nauczył się grać w wieku dziesięciu lat, po czym jako nastolatek udzielał występów w klubach. W 1971 roku pozytywną opinię o Quatemanie wystawił Bruce Vilanch, a wkrótce później muzyk podpisał kontrakt z Columbia Records i przeprowadził się do Los Angeles. W 1973 roku został wydany jego pierwszy album, a znajdujący się na nim utwór „Only Love” zajął 86. miejsce na liście Hot 100. Wskutek konfliktu z wydawcą drugi album Quatemana pt. Ties That Bind nigdy nie został wydany, a Quateman rozwiązał kontrakt z wytwórnią. W latach 1977–1979 RCA wydała trzy albumy artysty, przy czym jedynie Night After Night był notowany na Billboard 200 (129. miejsce). W 1987 roku zrezygnował z działalności muzycznej, aby poświęcić się wychowaniu syna, a po rozwodzie imał się różnych prac. W 2001 roku, po 22-letniej przerwie, został wydany album The Almost Eve of Everything.
Ma dwoje dzieci: syna Dylana (ur. 1987) i córkę Indię Rain (ur. 1995).

## Dyskografia
- Bill Quateman (1973)
- Shot in the Dark (1977)
- Night After Night (1977)
- Just Like You (1979)
- The Almost Eve of Everything (2001)
- Trust – z Buzzym Feitenem (2002)
- Trust (2014)
- Sketchpad (The Unreleased Demos) (2014)